# Stanislav Štýs
Stanislav Štýs (* 22. října 1930 Chudeřín, okres Most) je český lesní inženýr a odborník na životní prostředí (konkrétně na rekultivace po těžbě hnědého uhlí či na ochranu krajiny narušené těžební činností).

## Život
V roce 1954 dokončil studium lesnické fakulty ČVUT Praha. Potom byl zaměstnán na Správě lesů v Dubí, poté změnil obor na vodohospodářského projektanta na Krajské správě meliorací v Teplicích, působil i na postu vedoucího projekce rekultivací a následně až do důchodu ve funkci vedoucího odboru revírní ekologie na Generálním ředitelství Severočeských dolů v Mostě. Ing. Štýs je ve svém oboru stále činný, je jednatelem inženýrské organizace ECOCONSULT PONS. Spolupracuje s vědeckými pracovišti a vysokými školami (UJEP Ústí nad Labem, Česká zemědělská univerzita v Praze, Vysoká škola lesnická Zvolen, VŠ báňská Ostrava a Čínská hornická univerzita v Xuzhou). Je autorem 330 publikací. V roce 1996 obdržel Cenu ministra životního prostředí. Je také propagátorem myšlenky, že krajina uměle vytvořená rekultivací má větší ekologickou hodnotu, než původní krajina zničená povrchovým dobýváním uhlí.